# Pseudeboda africana
Pseudeboda africana är en fjärilsart som beskrevs av Józef Razowski 1964. Pseudeboda africana ingår i släktet Pseudeboda och familjen vecklare. Inga underarter finns listade i Catalogue of Life.